# Tenctonees
Het Tenctonees (vernederlandsing van Tenctonese) is een taal die gesproken wordt door de Tenctonezen (Newcomers) in de sciencefictionserie Alien Nation.
Hieronder volgt een woordenlijst en een gereconstrueerde grammatica.

## Fonologie
De taal heeft een klik die hier als q is weergegeven: het klakken van de tong.

## Alfabet
De taal heeft een afwijkend schrift, enigszins gelijkend op Arabisch.

## Woordenschat
- Binnaum: Een van de drie seksen die de Tenctonezen kennen. Qua uiterlijk lijken ze op mannen, maar ze hebben i.t.t. gannaums grote rode vlekken.
- Bolo'neesus: Besmettelijke huid/zenuwziekte.
- Chuma: Veel, erg (bij stofnamen), vergelijkbaar met Engels much.
- Coke: Brengen.
- Damas: Ochtend.
- Dao'rok: Een soort geschenk als dank.
- Doos: Goed.
- Easy: Waar? (vraagwoord)
- Ee: Nee.
- Eek: Houden van.
- Eenos: Een Tenctonees ras, maar door andere Tenctonezen als minderwaardig beschouwd. Ze hebben kleine grijze in plaats van iets grotere paarsrode vlekken op hun hoofd.
- Eesa: Geven.
- En: Wie?
- Farsis: Veel (bij telbare zaken), vergelijkbaar met Engels many.
- Fik: Welke? (vraagwoord)
- Gannaum: Man.
- Hinta: Nacht.
- Jabroka: Bepaalde drugs voor Tenctonezen. Geen effect bij mensen.
- Jobi: Gegroet!
- Kak': Wat? (vraagwoord)
- Keeps: Spreken.
- Klezantsunq: Overheerser.
- Kwen: Ja.
- Linnaum: Vrouw.
- Manya: Naam.
- Newha: Wanneer?
- Nac: Kunnen.
- Nok-e: Danken.
- Pal'lash: Soort worstelen (sport).
- Playsk: Helpen.
- Potniki: Paarsrode vlekken op het hoofd van een Tenctonees.
- Powa: Er.
- Qdork: Ceremoniële gast.
- Sela: Alstublieft (verzoek).
- Slo'ka: Scheldwoord voor mens.
- Soo'nag: Iemand die het gevoel afhankelijk te zijn, zoals een slaaf dat is.
- Ss'ai k'ss: Uitwerpselen.
- Tagdot: Een soort monster.
- Tagdot Kor'hiya: De nacht wanneer Tagdot verschijnt.
- Tenctonets: Tenctonees.
- Tinel: Vertellen.
- Udara: Vrijheid.
- Wash: Tonen, laten zien.
- Won: Hoe?
- Yeet: Waarom?

## Grammatica

### Persoonlijk/bezittelijk voornaamwoord
| Getal     | Persoon | Onderwerp | Voorwerp | Bezit |
| --------- | ------- | --------- | -------- | ----- |
| Enkelvoud | 1e      | Na        | Ras      | Nos   |
| Enkelvoud | 2e      |           | Vot      | Vots  |
| Enkelvoud | 3e      | Toe       |          |       |
| Meervoud  | 1e      | Key       |          |       |
| Meervoud  | 2e      |           |          |       |
| Meervoud  | 3e      |           |          |       |

### Werkwoorden
De vorm van de werkwoorden (bij nac althans) hangt niet af van het persoonlijk voornaamwoord. Het werkwoord voor zijn verandert naar getal zoals hier te zien is:

#### Het werkwoordzijn
| Persoon | Enkelvoud | meervoud |
| ------- | --------- | -------- |
| 3e      | Te, 's    | Pim      |